# Dragoste 1. Câine
Dragoste 1. Câine este un film românesc scris, regizat și montat de Florin Șerban. Filmul a avut premiera în 2018, în cadrul Festivalului Internațional de Film de la Sarajevo, unde a câștigat premiul Cineuropa și premiul Art Cinema, acordat de CICAE Arhivat în 1 iunie 2012, la Wayback Machine.. 
„Dragoste 1. Câine” a avut premiera în cinematografele din România pe 5 decembrie 2018. 

## Prezentare
Oamenii nu își pierd niciodată nevoia de a iubi, nici măcar atunci când au încetat să mai caute înțeles în relația lor cu ceilalți. Un om extrem de singur ajunge să iubească o femeie. Ea îi întoarce lumea pe dos și îl face să se bucure, cu violență, disperare și furie, de faptul că este viu. Un film despre dragoste. 

## Distribuție
- Valeriu Andriuță - Simion
- Cosmina Stratan - Irina

## Premii
- Festivalul Internațional de Film de la Sarajevo  – Premiul CINEUROPA – Competiția Oficială – 2018
- Festivalul Internațional de Film de la Sarajevo– Premiul ART CINEMA – CICAE Arhivat în 1 iunie 2012, la Wayback Machine. – 2018